# San Martín, Ocosingo
San Martín är en ort i Mexiko.   Den ligger i kommunen Ocosingo och delstaten Chiapas, i den sydöstra delen av landet, 800 km öster om huvudstaden Mexico City. San Martín ligger 1 377 meter över havet och antalet invånare är 128.
Terrängen runt San Martín är kuperad. Runt San Martín är det ganska tätbefolkat, med 75 invånare per kvadratkilometer. Närmaste större samhälle är Ocosingo, 15,1 km nordost om San Martín. I omgivningarna runt San Martín växer i huvudsak städsegrön lövskog.